# Bernard Mammes
Bernard Mammes (3 de setembro de 1911 — 27 de fevereiro de 2000) foi um ciclista olímpico estadunidense. Representou sua nação nos Jogos Olímpicos de Verão de 1932.